# Melanie Klein
Pour les articles homonymes, voir Klein.
Melanie Klein, née Reizes le 30 mars 1882 à Vienne et morte le 22 septembre 1960 à Londres, est une psychanalyste austro-britannique, qui s'est imposée à partir de 1925 comme une personnalité importante du mouvement psychanalytique britannique du XXe siècle.

## Biographie

### Formation

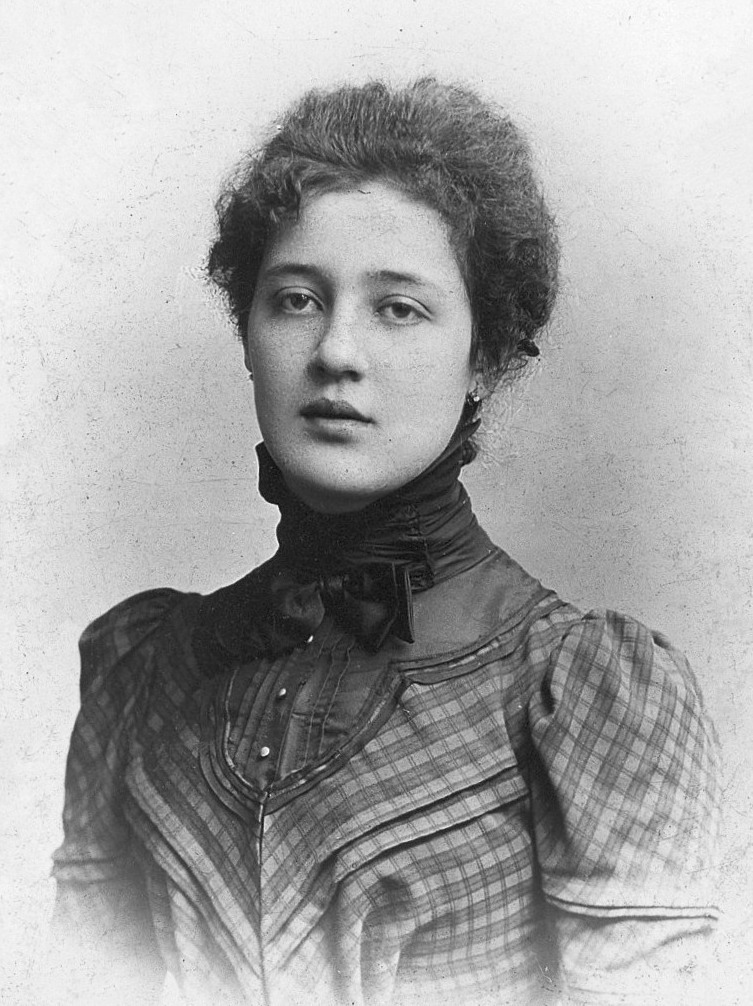
Melanie Klein en 1900.

Melanie Reizes naît à Vienne, dans une famille austro-hongroise de tradition juive. Son père, Moritz Reizes, est médecin, originaire de Lemberg, ville de Galicie autrichienne, actuellement en Ukraine (Lviv), et sa mère Libussa Reizes est originaire de Vrbovce, une ville de Haute-Hongrie, située aujourd'hui en Slovaquie. Elle est la quatrième d'une fratrie, jeune sœur d'Émilie, Emmanuel et Sidonie. Elle fait ses études au lycée et décide d'étudier la médecine, projet pour lequel elle passe son examen d'entrée à l'université, mais auquel elle renonce lorsqu'elle se fiance en 1899 à Arthur Klein, qu'elle épouse le 31 mars 1903, à 21 ans. Leur premier enfant, Melitta, naît en 1904, suivie de Hans, en 1907 et d'Erich en 1913. À partir de 1909, la famille est à Budapest. Aux prises avec d'importantes phases dépressives qui durent de 1907 à 1914 environ, Melanie Klein commence à s'intéresser à la psychanalyse avec l'ouvrage de Sigmund Freud L'interprétation des rêves (édité en 1901). Elle commence une analyse avec Sándor Ferenczi en 1916. En 1918, elle assiste au 5e congrès de l'Association psychanalytique internationale qui se tient à Budapest ; elle y rencontre pour la première fois Sigmund Freud.
Elle présente en 1919 sa première contribution devant l'Association psychanalytique hongroise, sur une observation d'un enfant qu'elle nomme « Fritz », qui n'est autre que son propre enfant Erich, et qui lui permet d'être reçue membre. Alors que l'antisémitisme se développe en Hongrie, Arthur Klein part travailler en Suède, tandis que Melanie réside avec ses enfants à Rosenberg, dans sa belle-famille. Elle assiste au 6e congrès de l'Association psychanalytique internationale à La Haye, où elle fait la connaissance de Joan Riviere. Elle s'installe à Berlin (1921-1925), où elle retrouve d'autres analystes hongrois,  notamment Alice et Michael Balint, et Sándor Radó, qui fuient l'antisémitisme d'État en Hongrie. Elle présente en février 1921 une observation d'un enfant qu'elle nomme « Felix ». Elle participe aux travaux de l'Association psychanalytique de Berlin dont Karl Abraham est le président, et elle y est acceptée comme membre associée en 1922, puis membre à part entière en 1923. Malgré une nouvelle tentative de vie commune, le couple Klein se sépare définitivement (1924). Melanie commence cette même année une analyse avec Karl Abraham. Elle présente le 17 décembre 1924 une communication à la Société psychanalytique de Vienne, où elle rencontre une hostilité réservée, alors que Hermine von Hug-Hellmuth, précurseure de l'analyse des enfants, a été assassinée quelques mois auparavant par son neveu, qu'elle psychanalysait. Melanie a une liaison amoureuse avec Chezkel Zvi Kloetzel, journaliste au Berliner Tageblatt et auteur de livres pour enfants, durant une année. Elle se lie avec Alix Strachey, venue à Berlin dans le but d'effectuer une analyse avec Karl Abraham. Celle-ci appuie auprès de son époux, James Strachey, et des psychanalystes britanniques, l'idée d'une invitation de Melanie Klein à Londres, pour une série de conférences.

### Installation en Angleterre
En juillet 1925, Melanie Klein donne ainsi des conférences chez Adrian Stephen, puis se fixe définitivement à Londres en septembre 1925, où elle doit analyser les enfants d'Ernest Jones. Cette période coïncide avec la mort de Karl Abraham, qui soutenait l'orientation de recherche en psychanalyse des enfants de Klein, et clôt sa période de formation. Son plus jeune fils, Erich, la rejoint en décembre 1926. Elle présente une contribution consacrée au cas d'un enfant qu'elle nomme « Peter » à la Société britannique de psychanalyse, dont elle devient membre le 2 octobre 1927. Melitta Schmideberg, sa fille, diplômée en médecine et en formation analytique, la rejoint et devient membre de la société britannique en 1930. La même année, Klein présente sa contribution intitulée L'importance de la formation du symbole dans la formation du moi, puis publie en 1932 La psychanalyse des enfants. À partir de 1933, des conflits avec sa fille Melitta, qui est en analyse avec Edward Glover, se manifestent sur le plan théorique dans le cadre de la société britannique de psychanalyse. En 1934, son fils cadet Hans meurt dans un accident de montagne. Elle présente au 13e congrès de l'Association psychanalytique internationale à Lucerne (1934), puis devant la SBP dans une version remaniée en 1935, Contribution à l'étude de la psychogenèse des états maniaco-dépressifs. Elle commence sa collaboration avec Paula Heimann, qui devient sa secrétaire, tandis que Donald Winnicott réalise une analyse de son fils Eric, à la demande de Klein. Elle publie avec Joan Riviere L'amour, la culpabilité et le besoin de réparation.

### Controverses scientifiques de la Société britannique de psychanalyse
En juin 1938, Freud se réfugie à Londres avec sa famille, et notamment sa fille Anna Freud ; il y meurt en septembre 1939. La sœur de Melanie Klein, Émilie, et son beau-frère, s'installent également dans cette ville. La société psychanalytique londonienne, qui fête ses vingt-cinq ans en 1939, accueille ainsi de nombreux psychanalystes autrichiens qui fuient l'Autriche annexée. Un groupe de travail « kleinien », le Internal Object Group se constitue, dans la perspective d'organiser les idées kleiniennes. Le Royaume-Uni est en guerre avec l'Allemagne nazie à partir de septembre 1939. Melanie s'installe temporairement à Cambridge, puis à Pitlochry en Écosse, où elle continue l'analyse de « Dick » et prépare l'édition de son texte Le deuil et ses rapports avec les états maniaco-dépressifs (1940). Elle mène également l'analyse de « Richard », publié seulement en 1961, sous le titre The Conduct of the Psycho-Analysis of Children as seen in the Treatment of a Ten year old Boy et traduit en 1973 sous le titre Psychanalyse d'un enfant, puis regagne Londres en 1941.
À ce moment-là, les tensions internes à la Société britannique de psychanalyse sont vives, entre le groupe acquis aux remaniements métapsychologiques que propose Melanie Klein, un groupe plus orthodoxe sur le plan théorique qui comporte les Viennois fédérés par Anna Freud, et enfin d'autres opposants internes à la SBP, notamment Edward Glover et Melitta Schmideberg. Ces fortes dissensions conduisent à l'organisation de controverses scientifiques, au sein de la Société, dont la première réunion se tient le 25 février 1942.
Susan Isaacs présente une contribution intitulée The Nature and Function of Phantasy. En mars 1944, Klein présente pour la première fois une contribution dans le cadre des « Controverses », intitulée La vie émotionnelle et le développement du moi de l'infans avec une mention spéciale à la position dépressive.

### Reconnaissance et fin de vie
En 1944, Hanna Segal et Herbert Rosenfeld commencent une analyse avec Klein, et inscrivent durablement leurs travaux théorico-cliniques dans une perspective kleinienne. Deux des protagonistes les plus engagés contre les idées kleiniennes lors des Controverses s'éloignent de la Société britannique de psychanalyse : Edward Glover en démissionne en janvier 1944, tout en restant membre de l'Association internationale, puis Melitta Schmideberg, la fille de Melanie Klein, part en 1945 pour les États-Unis, où elle s'installe durablement jusqu'à la mort de sa mère en 1960. Cette évolution de la situation rend possible une résolution institutionnelle des conflits. Dès 1946, la société de psychanalyse anglaise prend acte de l'irréductible écart qui s'est installé entre les partisans de l'école anglaise de psychanalyse réunie autour de Melanie Klein et les partisans du courant orthodoxe mené par Anna Freud, et crée deux cursus de formation, le courant A pour les annafreudiens, et le courant B pour les kleiniens. Un troisième groupe, qui souhaite garder son indépendance se constitue, le « groupe des Indépendants » ou Middle Group. Ce compromis permet sans doute d'éviter l'éclatement de la société psychanalytique, tandis qu'un membre des Indépendants, John Rickman devient président de la SBP en 1947.

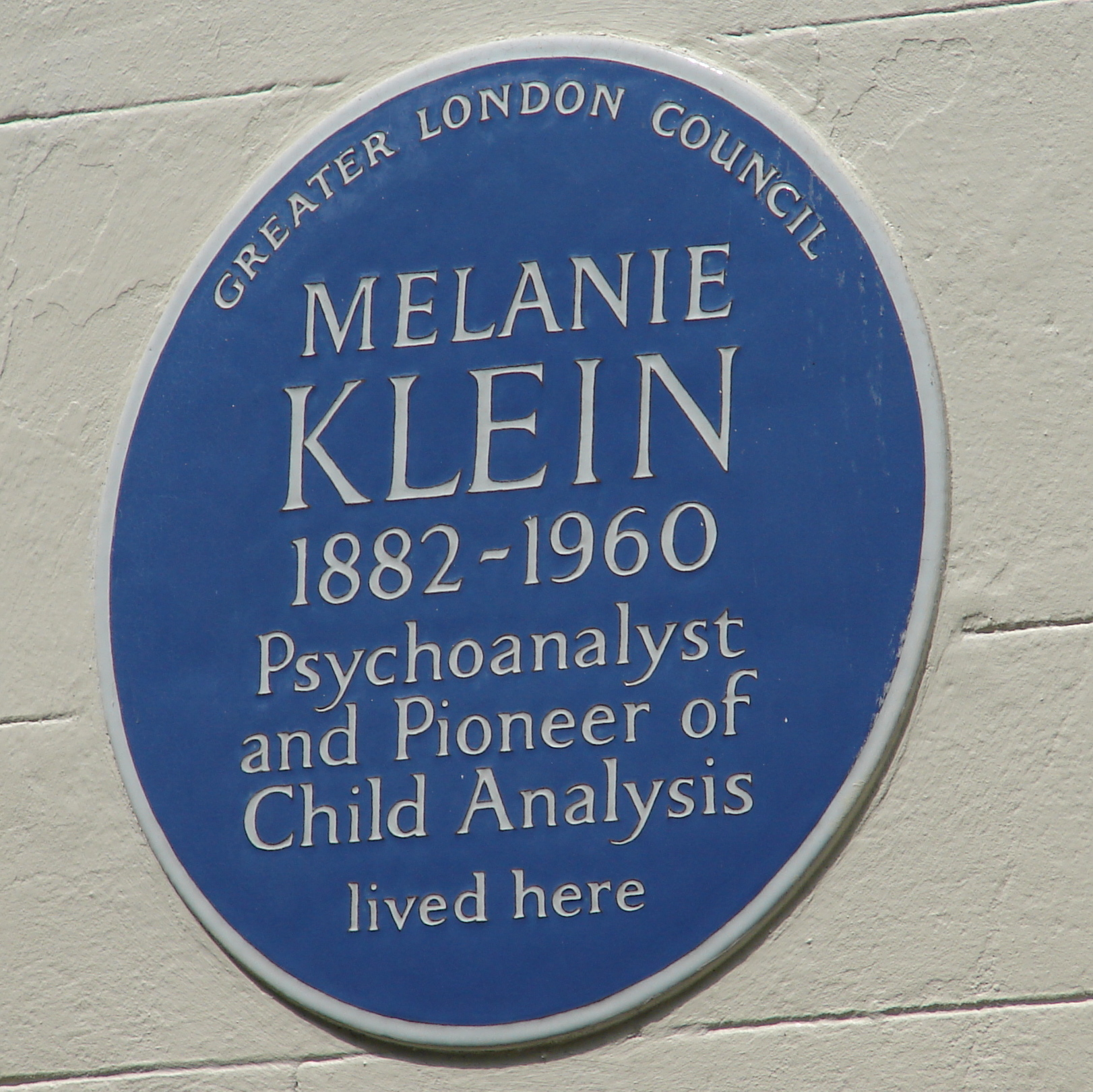
Blue plaque.

Melanie Klein présente en 1946 une contribution intitulée Notes sur quelques mécanismes schizoïdes devant la SBP. À l'occasion des 70 ans de Melanie Klein, ses collègues préparent l'édition d'un livre d'hommage, Développements de la psychanalyse, auquel contribuent les plus proches des kleiniens. Ernest Jones organise un dîner d'anniversaire qui rassemble les « kleiniens » parmi lesquels Michael Balint, Sylvia Payne, Paula Heimann, Donald Winnicott... Klein présente une contribution, Envie et gratitude, au 19e congrès de l'Association psychanalytique internationale à Genève en 1955. Elle complète, avec l'aide d'Elliott Jaques, son travail sur l'analyse de « Richard » qu'elle a menée durant la guerre, et publie l'ouvrage sous le titre Psychanalyse d'un enfant ; puis en 1959 Les racines infantiles du monde adulte, lu devant un congrès de sociologie à Londres, et Se sentir seul au 21e congrès de l'Association psychanalytique internationale à Copenhague. Elle est atteinte d'un cancer du côlon, diagnostiqué au printemps 1960, et elle meurt le 22 septembre de la même année, après des complications liées à une chute et une fracture de la hanche.

## Apports et travaux
Melanie Klein a particulièrement théorisé les positions : position paranoïde-schizoïde et position dépressive

## Publications
- (2010) « Mélanie Klein (1882-1960) Bibliographie sélective », BnF,

### Radiographie
- Julia Kristeva et Adèle Van Reeth, « Melanie Klein, réparer l’enfance » [], Les Chemins de la philosophie, sur France Culture, 25 septembre 2019.

### Documents
- « Souvenirs de Melanie Klein: entretien avec Hanna Segal », sur Melanie Klein Trust (consulté le 19 février 2021).
- « Entretien avec Betty Joseph », sur Melanie Klein Trust, 23 novembre 2001 (consulté le 19 février 2021).